# Коростовец, Измаил Владимирович
Измаи́л Влади́мирович Коростове́ц (13 августа 1863 — 17 марта 1933, Познань) — эстляндский губернатор, генерал-лейтенант, сенатор.

## Биография
Из дворян Санкт-Петербургской губернии. Сын генерал-лейтенанта Владимира Ивановича Коростовца (1825–1910).

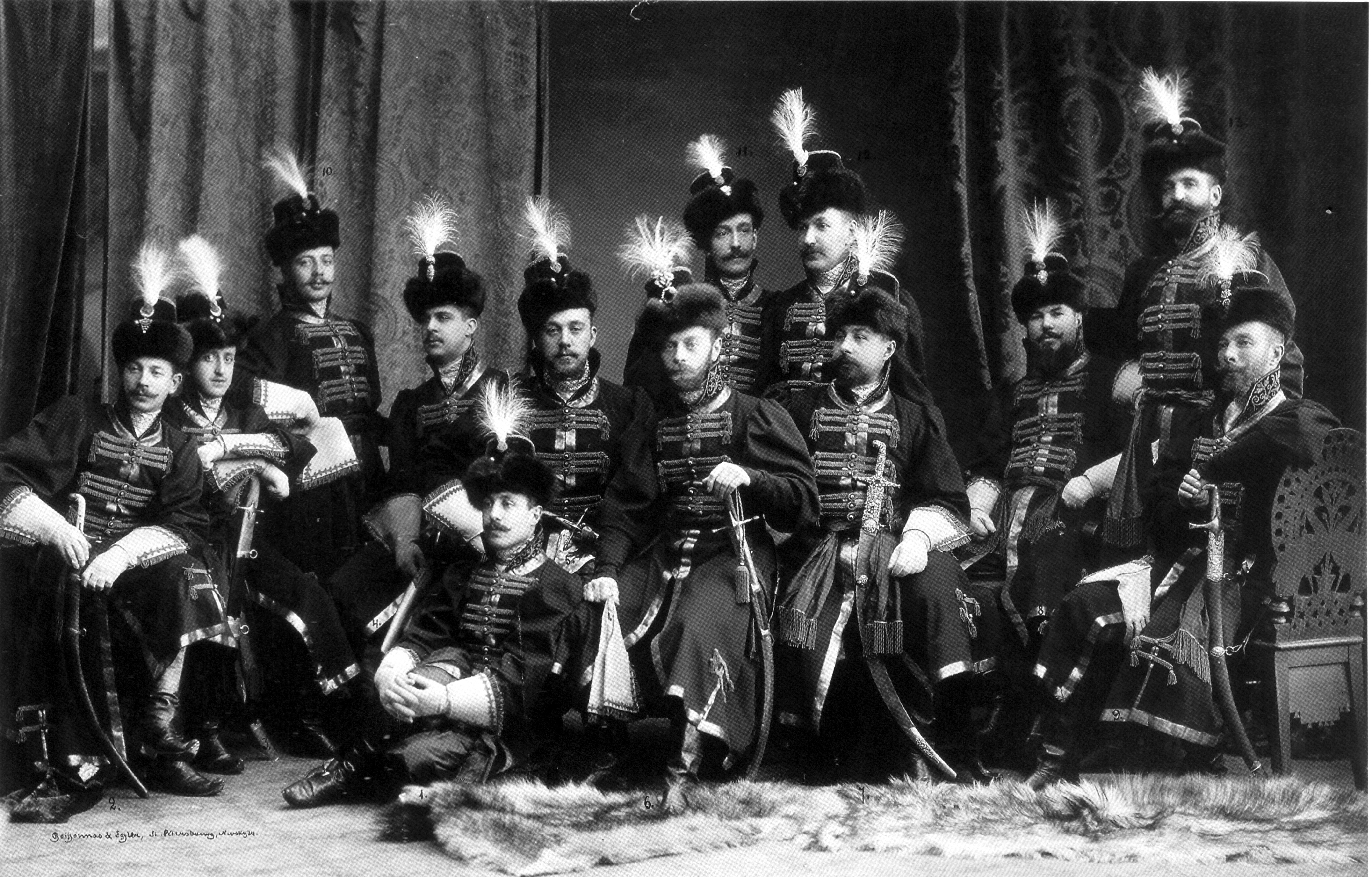
Капитан И. В. Коростовец (второй справа) на Костюмированном балу 1903 года в группе офицеров Лейб-Гвардии Преображенского полка

По окончании Пажеского корпуса в 1884 году, был произведен из камер-пажей в прапорщики лейб-гвардии Преображенского полка.
Чины: подпоручик (1884), поручик (1888), штабс-капитан (1895), капитан (1900), полковник (1904), генерал-майор (1910), генерал-лейтенант (1915).
4 года и 5 месяцев командовал ротой Преображенского полка, состоял полковым казначеем. Составил брошюру «Преображенцы (1683—1890)».
20 сентября 1903 года назначен курляндским вице-губернатором, с зачислением по гвардейской пехоте и с переименованием в подполковники. 6 декабря 1904 года произведен в полковники «за отличие». 11 июля 1907 года назначен исправляющим должность эстляндского губернатора.
6 декабря 1910 года произведен в генерал-майоры «за отличие» с утверждением в должности.
2 ноября 1915 года назначен сенатором, присутствующим в департаменте герольдии, и пожалован в генерал-лейтенанты.
После Октябрьской революции 1917 года — в эмиграции в Польше. Скончался в 1933 году в Познани. Похоронен там же на православном гарнизонном кладбище.

## Семья
Был женат на Марии Карловне фон Бок. Старший брат — Константин Владимирович Коростовец I-й (р.1857) — тоже служил в Преображенском полку, участник русско-турецкой войны 1877-1878 гг., с 1910 года — генерал-лейтенант.

## Награды

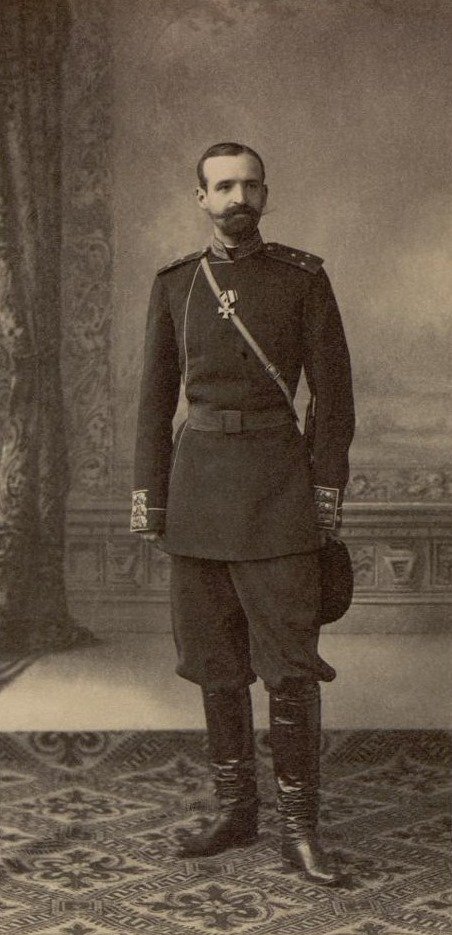
Поручик И. В. Коростовец. 1891 год.

- Орден Святого Станислава 3-й ст. (ВП 6.12.1895)
- Орден Святой Анны 2-й ст. (1906)
- Орден Святого Владимира 4-й ст. (ВП 6.12.1908)
- Орден Святого Владимира 3-й ст. (ВП 28.09.1910)
- Орден Святого Станислава 1-й ст. (ВП 6.07.1912)
- Орден Святой Анны 1-й ст. (ВП 14.04.1915)

Иностранные:
- Королевский Викторианский орден, почётный рыцарь-командор (1908)[3].

## Сочинения
- Преображенцы (1683—1890). — Санкт-Петербург, 1890.